# Большая Ряска
Большая Ряска (фин. Pieksjärvi) — озеро на территории Каменногорского городского поселения Выборгского района Ленинградской области.

## Общие сведения
Площадь озера — 0,7 км². Располагается на высоте 39,5 метров над уровнем моря.
Форма озера лопастная, продолговатая: вытянуто с севера на юг. Берега сильно изрезанные, каменисто-песчаные, преимущественно возвышенные.
С западной стороны озера вытекает безымянный водоток, протекающий через озёра Обходное и Александровское и впадающий в озеро Лесогорское, из которого вытекает река Давыдовка, связанная со всей системой реки Вуоксы.
По центру озера расположен один относительно крупный (по масштабам водоёма) остров без названия.
С южной стороны к озеру подходит лесовозная дорога.
Название озера переводится с финского языка как «битое озеро».
Код объекта в государственном водном реестре — 01040300211102000011946.